# اطلس (کشتی) (۱۸۱۱)
اطلس (کشتی) (۱۸۱۱) (به انگلیسی: Atlas (1811 ship)) یک کشتی است که طول آن ۱۱۵ فوت ۶ اینچ (۳۵٫۲ متر) می‌باشد. این کشتی در سال ۱۸۱۱ ساخته شد.